# Real to Reel, Vol. 2
Real to Reel, Vol. 2 es un álbum de estudio de la banda de rock estadounidense Tesla, publicado el 25 de septiembre de 2007. El disco incluye versiones de artistas y bandas que fueron influencia para Tesla en sus inicios, como David Bowie, The Rolling Stones, Alice Cooper y Aerosmith. Es la segunda parte del álbum Real to Reel, publicado el mismo año.

## Lista de canciones
| N.º | Título                           | Escritor(es)                                                         | Artista original (fecha)        | Duración |  |
| 1.  | «All the Young Dudes»            | David Bowie                                                          | Mott the Hoople (1972)          | 3:48     |  |
| 2.  | «Make It Last»                   | Ronnie Montrose, Sammy Hagar                                         | Montrose (1973)                 | 4:49     |  |
| 3.  | «Shooting Star»                  | Paul Rodgers                                                         | Bad Company (1975)              | 5:40     |  |
| 4.  | «Not Fragile»                    | Fred Turner                                                          | Bachman-Turner Overdrive (1974) | 4:37     |  |
| 5.  | «Street Fighting Man»            | Mick Jagger, Keith Richards                                          | The Rolling Stones (1968)       | 4:24     |  |
| 6.  | «Is It My Body»                  | Alice Cooper, Glen Buxton, Michael Bruce, Dennis Dunaway, Neal Smith | Alice Cooper (1971)             | 2:34     |  |
| 7.  | «I Want to Take You Higher»      | Sly Stone                                                            | Sly & the Family Stone (1969)   | 3:51     |  |
| 8.  | «Do You Feel Like We Do»         | Peter Frampton, Mick Gallagher, Rick Willis, John Siomos             | Peter Frampton (1973)           | 11:44    |  |
| 9.  | «Beer Drinkers and Hell Raisers» | Billy Gibbons, Dusty Hill, Frank Beard                               | ZZ Top (1973)                   | 3:05     |  |
| 10. | «Seasons of Wither»              | Steven Tyler                                                         | Aerosmith (1974)                | 4:53     |  |
| 11. | «Saturday Night Special»         | Ed King, Ronnie Van Zant                                             | Lynyrd Skynyrd (1975)           | 5:42     |  |
| 12. | «War Pigs»                       | Tony Iommi, Ozzy Osbourne, Geezer Butler, Bill Ward                  | Black Sabbath (1970)            | 9:00     |  |

## Créditos
- Jeff Keith - voz
- Frank Hannon - guitarra
- Brian Wheat - bajo, piano
- Troy Luccketta - batería
- Dave Rude - guitarra